# Франк Билингс Келог

Франк Билингс Келог (на английски: Frank Billings Kellogg) е американски политик, дипломат, юрист. През 1930 година е удостоен с Нобелова награда за мир за 1929 година.

## Биография
Роден е в Потсдам, щата Ню Йорк на 22 декември 1856 г. Израства в щата Минесота, където завършва основно образование. Докато следва в Рочестър, Минесота, работи като селскостопански работник.
Практикува като адвокат в Рочестър от 1877 г. в защитата на индустриални предприятия и банки. Градски прокурор е на Рочестър от 1878 до 1881 година и окръжен прокурор на окръг Олмстед, Минесота от 1882 до 1887 година. Известност придобива в серия от дела срещу утвърдени компании, включително Standart Oil на Дж. Д. Рокфелер. Избран е за президент на Съюза на американските адвокати през 1912 г.
Избран е за сенатор на Минесота от Републиканската партия от 1917 до 1923 г., а от 1923 до 1925 година е на дипломатическа служба в Южна Америка и Великобритания. Служи като държавен секретар на САЩ в кабинета на президента Калвин Кулидж от 1925 до 1929 година. Заедно с министъра на външните работи на Франция Аристид Бриан съставя пакта „Келог-Бриан“, договор за отказване от войната като средство на държавната политика. За него Келог е удостоен с Ордена на Почетния легион и Нобелова награда за мир за 1929 година.
От 1930 до 1935 година Келог е член на Международния съд в Хага. Умира на възраст 81 години в Сейнт Пол на 21 декември 1937 година. Къщата му е обявена за национален исторически паметник.